# Class (Fernsehserie)
Class ist eine britische Science-Fiction-Fernsehserie. Sie ist ein Ableger der seit 1963 ausgestrahlten britischen Fernsehserie Doctor Who. Die erste und einzige Staffel lief vom 22. Oktober bis zum 3. Dezember 2016 auf BBC Three. In Deutschland war die Serie ab dem 4. April 2017 bis zum 30. Mai 2017 auf One zu sehen.

## Vorgeschichte
Die Serie spielt an der fiktiven Coal Hill Schule. In der ersten Folge von Doctor Who aus dem Jahr 1963 wurde selbige von Susan Foreman, der Enkeltochter des Doktors, besucht. Die ersten Begleiter des Doctors, Ian Chesterton und Barbara Wright, waren Lehrer an der Schule. Auch im späteren Verlauf der Doctor-Who-Serie taucht die Schule immer wieder auf. In der Folge Remembrance of the Daleks (deutsch: „Die Hand des Omega“) untersuchen der siebte Doctor und seine Begleiterin Ace die Vorkommnisse an der Lehranstalt. Später unterrichtet Clara Oswald, eine Begleiterin des elften und zwölften Doktors, dort.

## Handlung
Die vielen Zeitreisen des Doktors haben ihre Spuren hinterlassen. So sind die Wände von Raum und Zeit dünn geworden, insbesondere an der Coal Hill Schule. Außerirdische und Monster aus unterschiedlichen Welten und Universen versuchen hindurch zu brechen und auf die Erde zu gelangen. Dem Doktor ist es nicht immer möglich dort zu sein. So liegt es an den Schülern und Angestellten der Coal Hill Schule die Monster aufzuhalten. Daneben haben die Schüler mit ihren eigenen Problemen zu kämpfen, beispielsweise dem Verliebtsein, dem Umgang mit der eigenen Sexualität, dem Erfolgsdruck, den psychischen Problemen der Eltern oder dem Verlust von geliebten Menschen.

## Besetzung

### Hauptdarsteller
| Rolle                | Schauspieler    | Synchronsprecher |
| -------------------- | --------------- | ---------------- |
| Miss Quill           | Katherine Kelly | Jenny Bischoff   |
| Charlie Smith        | Greg Austin     | Lars Walther     |
| Ram Singh            | Fady Elsayed    | Jan Langer       |
| April MacLean        | Sophie Hopkins  | Signe Zurmühlen  |
| Tanya Adeola         | Vivian Oparah   | Katrin Heß       |
| Mateusz Andrzejewski | Jordan Renzo    | Julian Horeyseck |

### Nebendarsteller
| Rolle          | Schauspieler     | Synchronsprecher     | Folgen   | Rollenbeschreibung |
| -------------- | ---------------- | -------------------- | -------- | ------------------ |
| Varun Singh    | Aaron Neil       | Tom Jacobs           | 5 Folgen | Rams Vater         |
| Jackie MacLean | Shannon Murray   | Kordula Leiße        | 4 Folgen | Aprils Mutter      |
| Corakinus      | Paul Marc Davies | Tobias Brecklinghaus | 4 Folgen | Shadow King        |
| Dorothea Ames  | Pooky Quesnel    | Michaela Kametz      | 4 Folgen | Schulleiterin      |
| Vivian Adeola  | Natasha Gordon   | Nicole Boguth        | 4 Folgen | Tanyas Mutter      |
| Tom Dawson     | Ben Peel         | Robert Steudtner     | 2 Folgen | Fußballtrainer     |
| Rachel Chapman | Anna Shaffer     | Meri Dogan           | 2 Folgen | Freundin von Ram   |

### Doctor-Who-Figuren
| Rolle        | Schauspieler  | Synchronsprecher | Folgen    | Rollenbeschreibung |
| ------------ | ------------- | ---------------- | --------- | ------------------ |
| 12. Doktor   | Peter Capaldi | Bernd Vollbrecht | Folge 1.1 | Timelord           |
| Mr. Armitage | Nigel Betts   | Rainer Gerlach   | 2 Folgen  | Schulleiter        |

Daneben traten weitere Schauspieler aus Doctor Who in der Serie auf, die jedoch nicht ihre aus Doctor Who bekannten Rollen spielten. So zum Beispiel Aaron Neil, der in der Doctor-Who-Folge The Magician’s Apprentice A. Dunlop, einen Lehrer der Coal Hill Schule, darstellte und in Class Varun Sing, den Vater von Ram. Oder Spencer Wilding, der mehrere Aliens in Doctor Who und Class verkörperte.

## Hintergrund
Die Serie wurde durch die Buchreihe Die Tribute von Panem sowie die Fernsehserie Buffy – Im Bann der Dämonen inspiriert. Sie spielt in der Coal Hill Schule in London und wurde von Patrick Ness entwickelt. Der Drehbeginn der ersten Staffel war im April 2016. Class wurde im Vereinigten Königreich 2016 zunächst auf BBC Three gezeigt, im Januar 2017 lief die Serie auch auf BBC One. Im April und Mai 2017 war die erste Staffel außerdem in Deutschland auf dem Fernsehsender One zu sehen. Die deutsch synchronisierte Serie wurde am 25. Mai 2017 auf DVD veröffentlicht. Patrick Ness verkündete im September 2017, dass die Serie nach einer Staffel abgesetzt wurde.

## Episodenliste
| Nr. | Deutscher Titel                   | Originaltitel                              | Erstausstrahlung UK | Deutschsprachige Erstausstrahlung (D) | Regie             | Drehbuch     |
| --- | --------------------------------- | ------------------------------------------ | ------------------- | ------------------------------------- | ----------------- | ------------ |
| 1   | Die Nacht der Schatten            | For Tonight We Might Die                   | 22. Okt. 2016       | 4. Apr. 2017                          | Edward Bazalgette | Patrick Ness |
| 2   | Blutige Anfänger                  | The Coach with the Dragon Tattoo           | 22. Okt. 2016       | 11. Apr. 2017                         | Edward Bazalgette | Patrick Ness |
| 3   | Nächtlicher Besuch                | Nightvisiting                              | 29. Okt. 2016       | 18. Apr. 2017                         | Edward Bazalgette | Patrick Ness |
| 4   | Das Teilen eines einsamen Herzens | Co-Owner of a Lonely Heart                 | 5. Nov. 2016        | 25. Apr. 2017                         | Philippa Langdale | Patrick Ness |
| 5   | Bluthunger                        | Brave-ish Heart                            | 12. Nov. 2016       | 2. Mai 2017                           | Philippa Langdale | Patrick Ness |
| 6   | Wilde Wut                         | Detained                                   | 19. Nov. 2016       | 16. Mai 2017                          | Wayne Yip         | Patrick Ness |
| 7   | Ein metaphysischer Ausflug        | The Metaphysical Engine, or What Quill Did | 26. Nov. 2016       | 23. Mai 2017                          | Wayne Yip         | Patrick Ness |
| 8   | Die Verlorenen                    | The Lost                                   | 3. Dez. 2016        | 30. Mai 2017                          | Julian Holmes     | Patrick Ness |

## Bücher zur Serie
Im Vereinigten Königreich wurden außerdem drei Romane zur Serie veröffentlicht. Der erste Roman, Joyride, wurde von Guy Adams geschrieben. James Goss ist der Autor des zweiten Buchs What She Does Next Will Astound You. A. K. Benedict schrieb mit The Stone House den letzten Roman.

## Rezeption
Greg Coltman vom Apple Magazine findet, dass die Autoren für die Figuren gute Hintergrundgeschichten schrieben, die deren Handlungen und Entscheidungen begründen würden. Außerdem zeige die Serie eine gute Mischung aus Realismus (durch alltäglichen Sorgen der Jugendlichen) und Fantasy.
Gay Times lobte die schwule Liebesgeschichte zwischen den beiden Hauptfiguren Charlie Smith und Mateusz Andrzejewski sowie die gutaussehenden männlichen Hauptdarsteller.
Dan Martin, Autor der Zeitung The Guardian, meint, dass Patrick Ness mit der Serie etwas völlig Neues, Aufregendes geschaffen habe. Die Serie sei abwechselnd emo, traumatisch und schrullig.
Keith Andrew von Games Radar lobt die Serie und meint, Class sei der Ableger, der Torchwood gerne gewesen wäre. Sie habe es geschafft, sich von ihrer Mutterserie Doctor Who abzugrenzen und ihre eigene Geschichte zu erzählen.
Karen Rought von Hypable lobt insbesondere die Darstellung von Katherine Kelly.